# Filips van Sleeswijk-Holstein-Sonderburg-Glücksburg
Filips van Sleeswijk-Holstein-Sonderburg-Glücksburg (15 maart 1584 - 27 september 1663) was van 1622 tot aan zijn dood de eerste hertog van Sleeswijk-Holstein-Sonderburg-Glücksburg. Hij was de stichter van het huis Sleeswijk-Holstein-Sonderburg-Glücksburg. 

## Levensloop
Filips was de zevende zoon van hertog Johan van Sleeswijk-Holstein-Sonderburg en diens eerste echtgenote Elisabeth, dochter van vorst Ernst III van Brunswijk-Grubenhagen.
Na het overlijden van zijn vader in 1622 werd het hertogdom Sleeswijk-Holstein-Sonderburg verdeeld onder vijf van diens zes overlevende zonen. Als een van de jongsten ontving Filips het kleine hertogdom Sleeswijk-Holstein-Sonderburg-Glücksburg en kreeg hij als residentie het Slot van Glücksburg toegewezen. Hierdoor was hij politiek van onbeduidende betekenis, maar Filips kon wel politiek voordelige huwelijken voor zijn dochters arrangeren.
In 1633 erfde hij na de dood van zijn oudste broer Christiaan het eiland Ærø, de stad Ærøskøbing, het district Vodrup en het domein van Gravenstein in Gråsten. Dat domein stond hij hetzelfde jaar nog af aan zijn broer Frederik van Sleeswijk-Holstein-Sonderburg-Norburg, maar die gaf Gravenstein in 1635 of 1636 terug aan Filips. Ook kocht hij het domein van Freinwillen in Sleeswijk, dat hij aan zijn jongste en ongehuwde dochter Hedwig schonk. In 1648 kocht Filips van Hans von Ahlefeld opnieuw een domein genaamd Gravenstein, ditmaal op het schiereiland Sundeved. Hij behield dit landgoed echter niet en verkocht het in 1662 aan Frederick von Ahlefeld.
In september 1663 overleed Filips op 79-jarige leeftijd.

## Huwelijk en nakomelingen
Op 23 mei 1624 huwde Filips met Sophia Hedwig (1601-1660), dochter van hertog Frans II van Saksen-Lauenburg. Ze kregen veertien kinderen:
- Johan (1625-1640)
- Frans (1626-1651)
- Christiaan (1627-1698), hertog van Sleeswijk-Holstein-Sonderburg-Glücksburg
- Maria Elisabeth (1628-1664), huwde in 1651 met markgraaf George Albrecht van Brandenburg-Bayreuth
- Karel Albrecht (1629-1631)
- Sophia Hedwig (1630-1652), huwde in 1650 met hertog Maurits van Saksen-Zeitz
- Adolf (1631-1658)
- Augusta (1633-1701), huwde in 1651 met hertog Ernst Günther van Sleeswijk-Holstein-Sonderburg-Augustenburg
- Christiana (1634-1701), huwde in 1650 met hertog Christiaan I van Saksen-Merseburg
- Dorothea (1636-1689), huwde eerst in 1653 met hertog Christiaan Lodewijk van Brunswijk-Lüneburg en daarna in 1668 met keurvorst Frederik Willem van Brandenburg
- Magdalena (1639-1640)
- Hedwig (1640-1671)
- Anna Sabina (1641-1642)
- Anna (1643-1644)